# Aeroport de Stavanger-Sola
L'Aeroport de Stavanger-Sola (en noruec: Stavanger lufthavn, Sola) (codi IATA: SVG, codi OACI: ENZV) és un aeroport internacional que serveix la ciutat de Stavanger, Noruega. Està situat al municipi de Sola, a 11 km al sud-oest de Stavanger. És el tercer aeroport del país en nombre de passatgers, i des d'aquí hi surten tant avions com a helicòpters amb destinació a les instal·lacions petrolíferes del mar del Nord. A més, la Reial Força Aèria Noruega opera els Westland Sea King de cerca i rescat des de la Base Aèria de Sola.
La ruta més transitada és des de Sola fins a l'aeroport d'Oslo-Gardermoen, amb prop de 30 vols diaris.

## Trànsit i estadístiques
| Posició | Destinació          | Passatgers | Aerolínia                                             |
| ------- | ------------------- | ---------- | ----------------------------------------------------- |
| 1       | Oslo-Gardermoen     | 1 522 216  | Norwegian Air Shuttle, Scandinavian Airlines          |
| 2       | Bergen-Flesland     | 711 692    | Norwegian Air Shuttle, Scandinavian Airlines, Widerøe |
| 3       | Sandefjord-Torp     | 110 429    | Widerøe                                               |
| 4       | Trondheim-Værnes    | 76 626     | Scandinavian Airlines                                 |
| 5       | Kristiansand-Kjevik | 28 229     | Widerøe                                               |

| Posició | Destinació              | Passatgers | Aerolínia                                                                      |
| ------- | ----------------------- | ---------- | ------------------------------------------------------------------------------ |
| 1       | Copenhaguen-Kastrup     | 325 000    | Norwegian Air Shuttle, Scandinavian Airlines                                   |
| 2       | Estocolm-Arlanda        | 300 000    | Norwegian Air Shuttle, Scandinavian Airlines                                   |
| 3       | Ámsterdam-Schiphol      | 294 000    | KLM, KLM Cityhopper                                                            |
| 4       | Frankfurt               | 227 000    | Lufthansa                                                                      |
| 5       | Londres-Heathrow        | 220 000    | British Airways, Scandinavian Airlines                                         |
| 6       | París-Charles de Gaulle | 201 000    | Scandinavian Airlines                                                          |
| 7       | Barcelona - el Prat     | 200 000    | Norwegian Air Shuttle, Scandinavian Airlines, Vueling                          |
| 8       | Màlaga                  | 194 000    | Norwegian Air Shuttle, Scandinavian Airlines                                   |
| 9       | Aberdeen                | 171 000    | Eastern Airways, Scandinavian Airlines, Widerøe                                |
| 10      | Khanià                  | 156 000    | Norwegian Air Shuttle, Scandinavian Airlines, Thomas Cook Airlines Scandinavia |

## Base Aèria de Sola
Les Forces Armades de Noruega tenen diverses funcions en aquest aeroport. La Real Força Aèria Noruega té diversos helicòpters Westland Sea King de cerca i rescat, i es poden veure també avions AWACS de l'OTAN, transports vip i caces de forma regular.
L'enorme complex d'instal·lacions tècniques, les grans inversions en centres de simulació així com les pròpies instal·lacions de la força aèria fan d'aquesta base el lloc ideal per al rol que se li ha assignat. En els propers anys s'incorporaran a la flota d'helicòpters els moderns AgustaWestland AW101.
La base aèria de Sola està preparada les 24 hores del dia per al desplegament d'aeronaus i personal militar, en el cas d'una escalada de tensió o conflicte militar. Compte a més amb dipòsits de combustible subterranis i té capacitat per allotjar múltiples Boeing KC-135 Stratotanker de reavituallament en vol per assegurar un ampli radi d'operacions.